# دالي دوسن
دالي دوسن (بالإنجليزية: Dale Dawson)‏ هو لاعب كرة قدم أمريكية أمريكي، ولد في 2 نوفمبر 1964.